# Novo Progresso Airport
Novo Progresso Airport är en flygplats i Brasilien.   Den ligger i kommunen Novo Progresso och delstaten Pará, i den centrala delen av landet, 1 300 km nordväst om huvudstaden Brasília. Novo Progresso Airport ligger 231 meter över havet.
Terrängen runt Novo Progresso Airport är platt åt sydväst, men åt nordost är den kuperad. Trakten runt Novo Progresso Airport är nära nog obefolkad, med mindre än två invånare per kvadratkilometer..
Omgivningarna runt Novo Progresso Airport är en mosaik av jordbruksmark och naturlig växtlighet.